# Minori with Strings Quartet 〜弦楽四重奏の調べ〜
『Minori with Strings Quartet 〜弦楽四重奏の調べ〜』（ミノリ ウィズ ストリングス カルテット げんがくしじゅうそうのしらべ）は、茅原実里のセルフカバーアルバム。2018年1月17日にLantisから発売。

## 録音、制作
演奏は室屋光一郎ストリングス。既存曲は全て新規レコーディング。レコーディングは10月6日から11月12日まで行われた。レコーディングでは波のように揺れ動く弦のリズムに乗ることに難しさを感じた。
「サクラピアス」は熱量のある曲なので短時間に集中して歌い上げた。
新曲「YELL 〜あなたのそばで〜」は、『Unification3 Melody feat Minori Chihara』に収録された「枯れない花」を思い出しながら制作を行った。自由に制作した曲であり、茅原がありのまま伝えたい事が込められている。

## リリース、プロモーション
2018年1月17日よりLantis WEB SHOP「L-MART」限定で発売。2017年12月27日に舞浜アンフィシアターで開催された『Minori Chihara Live 2017 ～弦楽四重奏の調べ～』、『Minori Chihara Live 2017 ～BOUNENKAI～』で先行発売。12月28日に音楽配信が開始。e-onkyo music、groovers、mora、music.jp、レコチョクでハイレゾ配信。ハイレゾ音源は96kHz/24bit。e-onkyo musicのみ96kHz/32bitも合わせて配信。
本作のリリースは8月4日、8月5日、8月6日に河口湖ステラシアターで開催された『Minori Chihara Live 2017 "SUMMER DREAM 5"』で発表された。
12月2日にYouTubeの『Lantis Channel』で視聴動画が配信。

## アートワーク、パッケージ
ジャケット撮影は11月9日に行われた。撮影では本作ならではのヘアスタイル、衣装に挑戦している。

## コンサート
2017年12月27日に本作を引っ提げたコンサート『Minori Chihara Live 2017 ～弦楽四重奏の調べ～』を舞浜アンフィシアターで開催。8月4日、8月5日、8月6日に河口湖ステラシアターで開催された『Minori Chihara Live 2017 "SUMMER DREAM 5"』で発表された。リハーサルは11月20日から行われた。
出演
1st Violin：室屋光一郎
2nd Violin：徳永友美
Viola：岡さおり
Cello：向井航
セットリスト
| #   | タイトル                                     | 作詞 | 作曲・編曲 |
| --- | -------------------------------------------- | ---- | ---------- |
| 1.  | 「Voyager train」                            |      |            |
| 2.  | 「SELF PRODUCER」                            |      |            |
| 3.  | 「サクラピアス」                             |      |            |
| 4.  | 「Fragment 〜Shooting star of the origin〜」 |      |            |
| 5.  | 「Say you?」                                 |      |            |
| 6.  | 「Last Arden」                               |      |            |
| 7.  | 「向かい風に打たれながら」                   |      |            |
| 8.  | 「mezzo forte」                              |      |            |
| 9.  | 「この世界のモノでこの世界の者でない」       |      |            |
| 10. | 「PRECIOUS ONE」                             |      |            |
| 11. | 「会いたかった空」                           |      |            |
| 12. | 「YELL 〜あなたのそばで〜」                  |      |            |
| 13. | 「雨音のベール」(ENCORE)                     |      |            |
| 14. | 「Paradise Lost」(ENCORE)                    |      |            |
| 15. | 「purest note 〜あたたかい音」(ENCORE)       |      |            |

## 収録曲
| 全編曲: 室屋光一郎。 |                                |              |           |       |
| #                    | タイトル                       | 作詞         | 作曲      | 時間  |
| 1.                   | 「Voyager train」              | 畑亜貴       | 菊田大介  | 5:16  |
| 2.                   | 「SELF PRODUCER」              | こだまさおり | 菊田大介  | 5:08  |
| 3.                   | 「サクラピアス」               | 畑亜貴       | 渡辺和紀  | 4:24  |
| 4.                   | 「Say you?」                   | 畑亜貴       | 菊田大介  | 5:01  |
| 5.                   | 「Last Arden」                 | 畑亜貴       | 菊田大介  | 4:18  |
| 6.                   | 「向かい風に打たれながら」     | 畑亜貴       | 菊田大介  | 4:32  |
| 7.                   | 「mezzo forte」                | こだまさおり | 俊龍      | 5:27  |
| 8.                   | 「PRECIOUS ONE」               | こだまさおり | 藤末樹    | 5:40  |
| 9.                   | 「会いたかった空」             | 畑亜貴       | 菊田大介  | 5:36  |
| 10.                  | 「purest note 〜あたたかい音」 | こだまさおり | 黒須克彦  | 6:36  |
| 11.                  | 「YELL 〜あなたのそばで〜」    | 茅原実里     | 茅原実里  | 5:55  |
| 合計時間:            | 合計時間:                      | 合計時間:    | 合計時間: | 57:53 |